# Dick Enberg
Dick Enberg, właśc. Richard Alan Enberg (ur. 9 stycznia 1935 w Mount Clemens, zm. 21 grudnia 2017 w La Jolla) – amerykański komentator sportowy.

## Wyróżnienia
Posiada swoją gwiazdę na Hollywoodzkiej Alei Gwiazd.